# بورودینو (نیویورک)
بورودینو (به انگلیسی: Borodino) یک منطقهٔ مسکونی در ایالات متحده آمریکا است که در شهرستان اونانداگا، نیویورک واقع شده‌است. بورودینو ۳۳۵٫۸۹ متر بالاتر از سطح دریا واقع شده‌است.